# Association sportive de Hammam Chott
L'Association sportive de Hammam Chott est un club de volley-ball tunisien.